# Shine Tour
Shine Tour foi uma turnê da cantora sueca Anette Olzon, realizada para promover o álbum Shine (2014). A turnê teve início em 26 de abril de 2014 em Malmö, Suécia, sendo encerrada em 17 de dezembro de 2015 na cidade de Tel Aviv, Israel através do festival Titans of Metal.

## Antecedentes
Enquanto ainda era vocalista da banda de metal sinfônico Nightwish, Olzon fazia colaborações com outros artistas musicais e compunha material para um futuro lançamento solo, algo que foi intensificado após a sua saída do grupo em outubro de 2012. Ela já havia se apresentado anteriormente como solista em duas ocasiões: a primeira em 13 de agosto de 2009, quando cantou duas faixas do Nightwish juntamente com uma orquestra sinfônica em Estocolmo, Suécia, e a segunda em 30 de novembro de 2012, quando apresentou na inauguração de uma arena na cidade de Helsingborg duas canções autorais, "Like a Show Inside My Head" e "Watching Me from Afar", que mais tarde viriam a integrar o disco Shine.
Disponibilizado em março de 2014 através da gravadora Earmusic, o álbum foi recebido com bastante expectativa pelo público e crítica por se tratar do primeiro lançamento da cantora após a sua saída do Nightwish, com o qual havia lançado mais recentemente o disco Imaginaerum (2011). No entanto, nesse mesmo período Olzon passou a estudar na Universidade de Kristianstad para dar início também à uma carreira paralela na área da sáude, o que a impossibilitou de realizar uma grande turnê em suporte ao álbum Shine.

## Desenvolvimento
A princípio a cantora realizou duas performances acústicas nas cidades suecas de Malmö e Helsingborg, e em seguida se apresentou em dois festivais na Finlândia com seus músicos de apoio. Ela ainda participou do concerto da banda The Rasmus no festival Kivenlähti em Espoo, onde cantou em um dueto com Lauri Ylönen a canção "October & April", que foi gravada em estúdio pelos artistas em 2009. Uma pequena série de shows em cidades da Espanha chegou a ser agendada para novembro de 2014, no entanto foi eventualmente cancelada devido a conflitos com o promotor de eventos. Em 2015, enquanto participava do programa de televisão finlandês Tähdet, Tähdet, Olzon foi convidada em janeiro ao talk-show do apresentador David Hasselhoff onde cantou ao vivo, e em fevereiro realizou um concerto na capital Helsinque. A apresentação final da turnê ocorreu em Tel Aviv, Israel em 17 de dezembro de 2015 através do festival Titans of Metal, no qual ela também cantou em duetos com Mats Levén e Ralf Scheepers.

## Repertório
O repertório abaixo é constituído do terceiro show da turnê, realizado em 6 de junho de 2014 em Espoo, Finlândia, não sendo representativo de todos os concertos.
1. "Hear Me"
2. "Falling"
3. "Shine"
4. "Like a Show Inside My Head"
5. "Floating"
6. "Moving Away"
7. "Hiding in the Past" (canção inédita)
8. "Strong" (canção inédita)
9. "Invincible"
10. "Play Dead" (cover de Björk)
11. "One Million Faces"
12. "Lies"

- A canção "Watching Me from Afar" foi tocada apenas uma vez na turnê em 2 de maio de 2014 em Helsingborg, Suécia.
- As canções "Sahara", "Last Ride of the Day" e "Amaranth", covers de Nightwish, foram tocadas pela primeira vez na turnê em 20 de fevereiro de 2015 em Helsinque, Finlândia.
- As canções "Bye Bye Beautiful" e "October & April", covers de Nightwish e The Rasmus, respectivamente, foram tocadas pela primeira vez na turnê em 17 de dezembro de 2015 em Tel Aviv, Israel.
- O cantor Mats Levén performou com a cantora a canção "Bye Bye Beautiful" em 17 de dezembro de 2015.
- O cantor Ralf Scheepers performou com a cantora a canção "October & April" em 17 de dezembro de 2015.

## Datas
Todas as datas estão de acordo com o website oficial da cantora.
| Data                    | Cidade      | País      | Local                     | Ato de abertura   |
| ----------------------- | ----------- | --------- | ------------------------- | ----------------- |
| Europa                  |             |           |                           |                   |
| 26 de abril de 2014     | Malmö       | Suécia    | Folk å rock               | –                 |
| 2 de maio de 2014       | Helsingborg | Suécia    | Zebra                     | –                 |
| 6 de junho de 2014      | Espoo       | Finlândia | Leppävaaran Urheilupuisto | –                 |
| 5 de julho de 2014      | Tornio      | Finlândia | Hellälä Näätsaarentie     | –                 |
| 27 de novembro de 2014  | Madrid      | Espanha   | We Rock                   | Last Days of Eden |
| 28 de novembro de 2014  | Bilbau      | Espanha   | Sonora                    | Last Days of Eden |
| 29 de novembro de 2014  | Saragoça    | Espanha   | La Casa del Loco          | Last Days of Eden |
| 30 de novembro de 2014  | Barcelona   | Espanha   | Salamandra 2              | Last Days of Eden |
| 20 de fevereiro de 2015 | Helsinque   | Finlândia | Virgin Oil Co.            | Shiraz lane       |
| 17 de dezembro de 2015  | Tel Aviv    | Israel    | Hangar 11                 | –                 |

## Créditos
Músicos de apoio
- Johan Husgafvel – violão, baixo (entre 26 de abril–5 de julho de 2014)
- Karl Anders Knutsson – violão (entre 26 de abril–2 de maio de 2014)
- Patrik Borgkvist – bateria (entre 6 de junho–5 de julho de 2014)
- Mikey Nilsson – guitarra (entre 6 de junho–5 de julho de 2014)
- Rickard Bonde Trumeel – teclado, violão, vocal de apoio (entre 6 de junho–5 de julho de 2014)
- Johnny Benson – bateria (em 20 de fevereiro de 2015)
- Axl Ludwig Ayez – guitarra (em 20 de fevereiro de 2015)
- Joacim Sandin – baixo (em 20 de fevereiro de 2015)

Músicos convidados
- Mats Levén – vocais (em 17 de dezembro de 2015)
- Ralf Scheepers – vocais (em 17 de dezembro de 2015)